# Transició metall-aïllant
La transició metall-aïllant és una transició d'un material d'un metall (material amb bona conductivitat elèctrica de les càrregues elèctriques) a un aïllant (material on la conductivitat de les càrregues es suprimeix ràpidament). Aquestes transicions es poden aconseguir ajustant diversos paràmetres ambientals com la temperatura, la pressió o, en el cas d'un semiconductor, el dopatge.

## Història
La distinció bàsica entre metalls i aïllants va ser proposada per Hans Bethe, Arnold Sommerfeld i Felix Bloch en 1928-1929. Va distingir entre metalls conductors (amb bandes parcialment plenes) i aïllants no conductors. Tanmateix, el 1937 Jan Hendrik de Boer i Evert Verwey van informar que molts òxids de metalls de transició (com el NiO) amb una banda d parcialment plena eren mals conductors, sovint aïllants. El mateix any, Rudolf Peierls va declarar la importància de la correlació electró-electró. Des de llavors, aquests materials, així com d'altres que presenten una transició entre un metall i un aïllant, han estat àmpliament estudiats, per exemple per Sir Nevill Mott, per qui l'estat aïllant rep el nom d'aïllant de Mott.
La primera transició metall-aïllant que es va trobar va ser la transició Verwey de la magnetita a la dècada de 1940.

## Descripció teòrica
L'estructura de bandes clàssica de la física de l'estat sòlid prediu que el nivell de Fermi es troba en una banda buida per als aïllants i en la banda de conducció per als metalls, el que significa que es veu un comportament metàl·lic per als compostos amb bandes parcialment plenes. Tanmateix, s'han trobat alguns compostos que mostren un comportament aïllant fins i tot per a bandes parcialment plenes. Això es deu a la correlació electró-electró, ja que els electrons no es poden veure com a no interactius. Mott considera un model de gelosia amb només un electró per lloc. Sense tenir en compte la interacció, cada lloc podria estar ocupat per dos electrons, un amb espín cap amunt i un altre amb spin cap avall. A causa de la interacció, els electrons sentirien una forta repulsió de Coulomb, que Mott va argumentar que divideix la banda en dos. Tenir un electró per lloc omple la banda inferior mentre que la banda superior roman buida, cosa que suggereix que el sistema esdevé un aïllant. Aquest estat d'aïllament impulsat per la interacció s'anomena aïllant Mott. El model de Hubbard és un model senzill que s'utilitza habitualment per descriure les transicions metall-aïllant i la formació d'un aïllant Mott.

## Mecanismes elementals
Les transicions metall-aïllant (MIT) i els models per aproximar-les es poden classificar en funció de l'origen de la seva transició.
- Transició de Mott: La transició més comuna, sorgida d'una intensa correlació electró-electró.[4]
- Transició Mott-Hubbard: una extensió que incorpora el model Hubbard, que s'aproxima a la transició des de l'estat paramagnètic correlat.[5]
- Transició Brinkman-Rice: Aproximació a la transició des de l'estat metàl·lic no interactiu, on cada orbital està mig ple.[5]
- Teoria dinàmica del camp mitjà: una teoria que s'adapta als models de transició de Mott-Hubbard i Brinbkman-Rice.
- Transició de Peierls: en algunes ocasions, la xarxa mateixa mitjançant interaccions electró-fonó pot donar lloc a una transició.[6] Un exemple d'aïllant de Peierls és el bronze blau K0,3MoO3, que experimenta una transició a T = 180 K.[6]
- Transició d'Anderson: quan el comportament d'un aïllant en metalls sorgeix de distorsions i defectes de la xarxa.[7]

## Catàstrofe de polarització
El model de catàstrofe de polarització descriu la transició d'un material d'un aïllant a un metall. Aquest model considera que els electrons d'un sòlid actuen com a oscil·ladors i les condicions perquè es produeixi aquesta transició estan determinades pel nombre d'oscil·ladors per unitat de volum del material. Com que cada oscil·lador té una freqüència (ω0) podem descriure la funció dielèctrica d'un sòlid com,
{\displaystyle \epsilon (\omega )=1+{\frac {\frac {Ne^{2}}{\epsilon _{0}m}}{\omega _{0}^{2}-{\frac {Ne^{2}}{3\epsilon _{0}m}}-\omega ^{2}-i{\frac {\omega }{\tau }}}}}
on ε(ω) és la funció dielèctrica, N és el nombre d'oscil·ladors per unitat de volum, ω0 és la freqüència d'oscil·lació fonamental, m és la massa de l'oscil·lador i ω és la freqüència d'excitació.
Perquè un material sigui un metall, la freqüència d'excitació (ω) ha de ser zero per definició, que ens dóna la constant dielèctrica estàtica,
{\displaystyle epsilon_{\mathrm {s} }=1+{\frac {\frac {Ne^{2}}{\epsilon _{0}m}}{\omega _{0}^{2}-{\frac {Ne^{2}}{3\epsilon _{0}m}}}}}
on ε s és la constant dielèctrica estàtica. Si reorganitzem l'equació (1) per aïllar el nombre d'oscil·ladors per unitat de volum obtenim la concentració crítica d'oscil·ladors (Nc) a la qual εs esdevé infinita, indicant un sòlid metàl·lic i la transició d'un aïllant a un metall.
{\displaystyle N_{\mathrm {c} }={\frac {3\epsilon _{0}m\omega _{0}^{2}}{e^{2}}}}
Aquesta expressió crea un límit que defineix la transició d'un material d'un aïllant a un metall. Aquest fenomen es coneix com a catàstrofe de polarització.
El model de catàstrofe de polarització també teoritza que, amb una densitat prou alta i, per tant, un volum molar prou baix, qualsevol sòlid podria arribar a ser metàl·lic. La predicció de si un material serà metàl·lic o aïllant es pot fer prenent la relació R / V, on R és la refracció molar, de vegades representada per A, i V és el volum molar. En els casos en què R / V sigui inferior a 1, el material tindrà propietats no metàl·liques o aïllants, mentre que un valor R / V superior a un dóna caràcter metàl·lic.